# Nvidia Jetson
NVIDIA Jetson là một họ thiết kế máy tính bo mạch đơn của NVIDIA. Các mẫu Jetson TK1, TX1 và TX2 đều sử dụng bộ xử lý Tegra (hoặc SoC) của NVIDIA tích hợp CPU cấu trúc ARM. Jetson là một hệ thống tiêu thụ điện năng thấp và được thiết kế để tăng tốc các ứng dụng học máy.

## Phần cứng
Họ Jetson bao gồm các mẫu SBC sau:

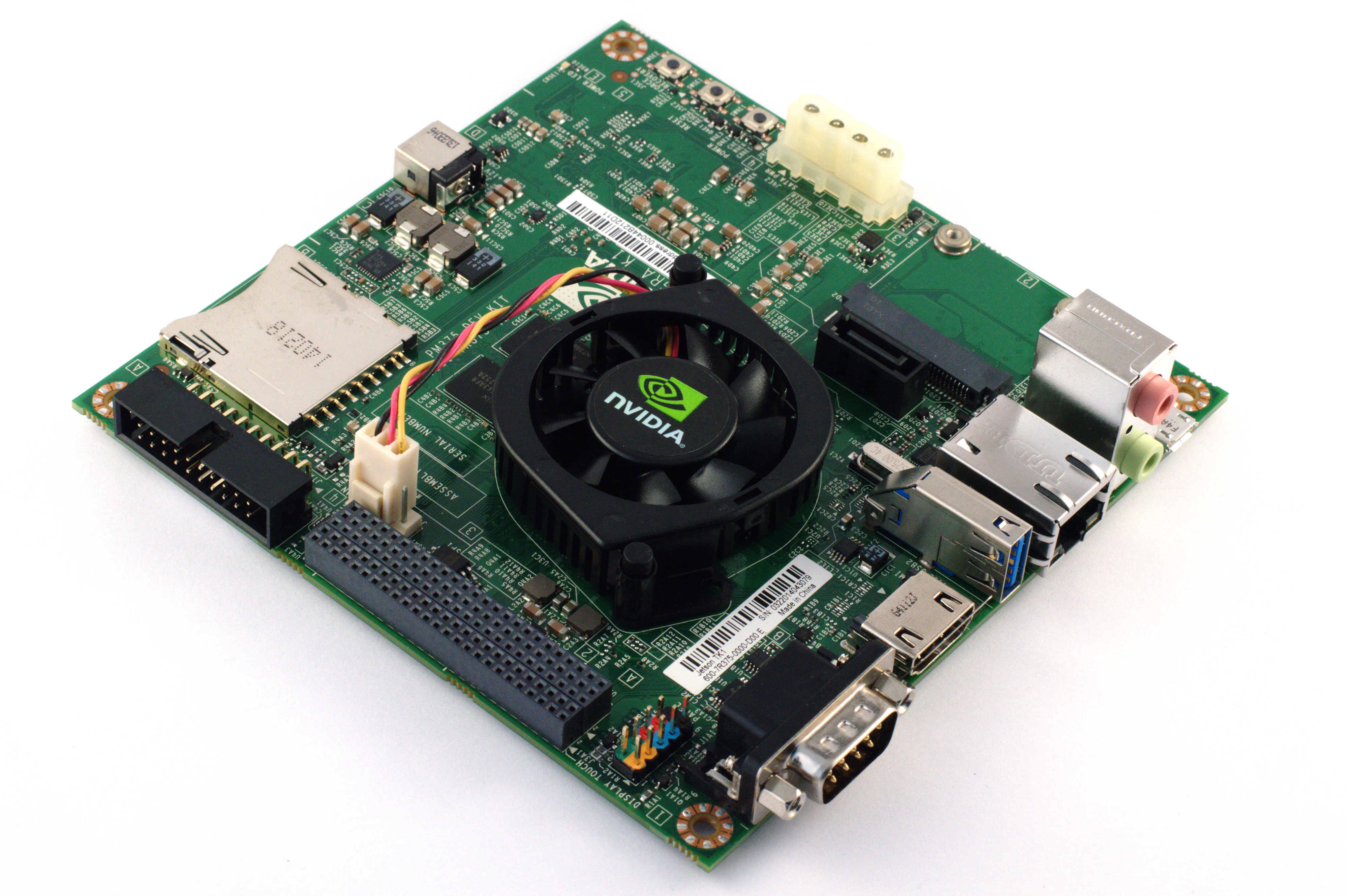
NVIDIA Jetson TK1

- Cuối tháng 4 năm 2014, NVIDIA đã giới thiệu mẫu phát triển NVIDIA Jetson TK1 có chứa SoC Tegra K1 model T124 và chạy hệ điều hành Ubuntu Linux.[1]
- Mẫu phát triển Nvidia Jetson TX1 sử dụng SoC Tegra X1 model T210.[2]
- Mẫu NVIDIA Jetson TX2 sử dụng SoC Tegra X2 của vi kiến trúc GP10B [3] (loại SoC T186 hoặc tương tự). Mẫu này và nền tảng phát triển liên quan đã được công bố vào tháng 3 năm 2017 dưới dạng thiết kế card nhỏ gọn cho các nhu cầu năng lượng thấp, như trong điều khiển camera của thiết bị drone loại nhỏ.[4] Ngoài ra còn có một biến thể TX2i, được cho là phù hợp cho các trường hợp sử dụng công nghiệp, cũng đã được đề cập.[5]
- Mẫu NVIDIA Jetson Xavier được công bố như một bộ công cụ phát triển vào cuối tháng 8 năm 2018 [6] Các chỉ số cũa nó được công bố có khả năng tăng tốc 20 lần cho một số trường hợp ứng dụng nhất định so với các thiết bị tiền nhiệm và hiệu quả sử dụng năng lượng của ứng dụng được cải thiện gấp 10 lần.
- Mẫu Nvidia Jetson Nano đã được công bố là một hệ thống phát triển vào giữa tháng 3 năm 2019 [7] với thị trường dự kiến dành ở phân khúc giá thấp.[8][9] Các thông số kỹ thuật cuối cùng cho thấy mẫu này là một phiên bản tối ưu hóa năng lượng, rút gọn của một hệ thống Tegra X1 đầy đủ. So sánh cấu hình chi tiết chỉ bằng một nửa với CPU (chỉ 4x A57 @ 1,43 GHz), GPU (128 lõi của thế hệ Maxwell @ 921 MHz) và lượng RAM tối đa có thể được gắn vào (4 GB LPDDR4 @ 64 bit + 1.6 GHz = 25,6 GB / s).[10]

Các chế độ hiệu suất của NVIDIA Jetson TX2 được công bố gồm:
| Chế độ                  | Xung nhịp tối đa (Denver2 + A57) | Max-P (Denver2 + A57) | Max-P (chỉ Denver2) | Max-P (chỉ A57) | Max-Q (chỉ A57) |
| ----------------------- | -------------------------------- | --------------------- | ------------------- | --------------- | --------------- |
| Xung nhịp GPU / MHz     | 1302                             | 1122                  | 1122                | 1122            | 854             |
| Xung nhịp Denver2 / MHz | 2000                             | 1400                  | 2000                | dừng            | dừng            |
| Cortex-A57 / MHz        | 2000+                            | 1400                  | dừng                | 2000            | 1200            |
| TDP / W                 | có thể thay đổi                  | 15                    | 15                  | 15              | 7,5             |

Các chế độ hoạt động của Nvidia Jetson Nano được công bố gồm:
| Chế độ              | 0       | 1                 |
| ------------------- | ------- | ----------------- |
| Xung nhịp GPU / MHz | 921     | 640               |
| Cortex-A57 / MHz    | 4x 1428 | 2x 918 2 lần dừng |
| TDP / W             | 10      | 5                 |

## Phần mềm
Các hệ điều hành và phần mềm khác nhau có thể chạy trên các mẫu Jetson gồm:

### Linux
JetPack là Bộ công cụ phát triển phần mềm (SDK) của NVIDIA dành cho họ SBC Jetson. Nó bao gồm hệ điều hành Linux cho Tegra (L4T) và các công cụ khác.
RedHawk Linux là một RTOS hiệu suất cao có sẵn cho nền tảng Jetson, cùng với các công cụ phát triển thời gian thực NightStar liên quan, các cải tiến CUDA / GPU...

### QNX
Hệ điều hành QNX cũng có sẵn cho nền tảng Jetson, mặc dù nó không được công bố rộng rãi. Có những báo cáo thành công về việc cài đặt và chạy các gói QNX cụ thể trên một số biến thể NVIDIA Jetson nhất định. Cụ thể là gói qnx-V3Q-23.16.01 dường như nằm trong các phần dựa trên bản phân phối Vibrante Linux của Nvidia được báo cáo là chạy trên nền mẫu Jetson TK1 Pro.